# حزب العمال الشيوعي (كندا)
كان حزب العمال الشيوعى (pco) حزب سياسى كيبكى وكندى، الماركسية اللينينية، والذي عُرف في البداية باسم الجماعة الشيوعية (الماركسية اللينينية)بكندا (LC(ml)C).
تأسست الجماعة في عام 1975 قبل أن يتحول إلى حزب العمال الشيوعي في عام 1979 .رشح حزب العمال الشيوعى مرشحين في الانتخابات الفيدرالية لعام 1980، وفي الانتخابات المحلية الكيبكية لعام 1981. وفي أوجه نشاطه في أواخر الأعوام 1970، وحصى حزب العمال الشيوعى من 600 إلى 1000 عضواً، من بينهم عدد من الشخصيات العامة الذين كانوا نشيطين في شبابهم، خاصه الكتلة الكيبيكية لجيل دوسييبه، والنقابى مارك لافيولت ورجل الأعمال بير كارل بيلادو.
على الرغم من أنه كان واحداً من المنظمات اليسارية الأهم في الأعوام 1970، لم يكن لها سوى تأثير محدود على الحياة السياسية الكيبكية والكندية. وتم حل الحزب العمال الشيوعى عام 1983 .
ترغب الجماعة الشيوعية وحزب العمال الشيوعى في إقامة دولة شيوعية في كندا، بفكر الماركسية اللينينية. على عكس المجموعات الأخرى المماثلة، رشح حزب العمال الشيوعى مرشحين في الانتخابات، حتى لو كان الهدف هو المزيد من توعية الشعب لانتخاب أعضاء البرلمان.
أكدت الجماعة الشيوعية بالأحرى على الحاجة إلى الصراع مسلح لتحقيق هدفها. كان حزب العمال الشيوعى طرف صارم نسبياً، مدعومة من طائفة من قبل البعض.

## التاريخ

### تأسيس الجماعة
تطورت الجماعة الشيوعية (الماركسية اللينينية)الكندية (LC(ml)C) في الحركة الماركسية اللينينية الجديدة في الأعوام 1970 في كيبيك. في ذلك الوقت، تنشط نشطاء من جبهة اليسار للرد على فشل الأساليب الإرهابية لجبهة التحرير بكيبيك وخيبة الأمل في وجة سياسات الحزب الشيوعى في كندا، وهو هيئة مرتبطة بإتحاد الجمهوريات الاشتراكية السوڤيتية. تقسمت حركة جبهة اليسار بكيبيك بشكل كبير:«هذه هي لعبة الانقسامات، والاندماج وإعادة التنظيم».
تأسست الجماعة الشيوعية في عام 1970، وتنبثق الجماعة من اندماج ثلاث منظمات ماركسية لينينية في هذا العصر: الحركة الطلابية الثورية في كيبيك (MREQ)، خلية العمال الثورية (COR)، والخلية الناشطة للعمال (CMO). كان الهدف من اندماج المنظمات هو وجود:" منظمة ثورية شبه حزبية مدعيا الماركيسية اللينينية والماوية. وفي وثقيتهم التأسيسية، شرحت الثلاث مجموعات أساس المنظمة الجديدة:
"تعتمد الجماعة الشيوعية (الماركسية الينينية) بكندا على الماركسية، واللينينية والفكر الماوتسى تونغ. مهمتها الأساسية هي خلق حقيقة الحزب الشيوعى الماركسى الينينى في كندا، وهي الوحيدة القادرة على توجيه الطبقة العاملة الكندية نحو تحقيق رسالتها التاريخية، وهذا يعنى نحو تدمير الدولة البرجوازية، وإقامة الديكتاتورية البروليتاريا وبناء الاشتراكية ثم الشيوعية ".
تأسست الجماعة الشيوعية رداً على المنظمات الماركسية اللينينية الأخرى في ذلك الوقت، وكأنها صراع !، والحزب الشيوعى في كندا (الماركسى اللينينى) [ انظر «العقيدة» في الأسفل ] . كانت الجماعة تتمنى توحيد القوى الماركسية اللينينية قبل النظر في إنشاء الحزب.
كان ذلك عام 1979 عندما قررت أن تنطلق في الساحة الانتخابية، وأن تنطلق في الوقت نفسه إلى حزب سياسى: حزب العمال الشيوعى. وأُعتبر حزب العمال الشيوعى كشئ أساسى للجماعة الشيوعية للوصول إلى أهدفها.

### تأسيس حزب العمال الشيوعى
أُجرى المؤتمر التأسيسى لحزب العمال الشيوعى في أوائل شهر سبتمبر عام 1979 في مزرعة بمركز القرى. نظم الحزب حملة إعلانية فضلٱ عن الاجتماعات العامة في العديد من المدن الكندية من أجل التعريف ببرنامجهم. شارك حزب العمال الشيوعى في البداية في الانتخابات الجزئية في منطقة كيبيك بميزونوڤ، حيث ظهر علنٱ المرشحروبرت كوتية، كمرشح لحزب العمال الشيوعى حتى إذا تم تسجيله رسميٱ«لا تسمية». كان موظف مستشفى لويس-ه- لافونتين ممثل نقابى في الاتحاد الوطنى لنقابات العمال. كما أنها تحتل المرتبة الثالثة ب 1٫30٪ من الأصوات (262 صوت))..
و بعد بضعة أشهر، رشح حزب العمال الشيوعى ثلاثين مرشحٱ خارج الانتخابات الفيدرالية لعام 1980. ومع ذلك، فمن خلال انتخابات كيبيك عام 1981، حصل الحزب على أفضل نتيجة ب4956 صوت، في ما يساوى 0٫14 ٪ من الأصوات. لم يتمكن أي من الثلاثة والثلاثين مرشحٱ بأن يصبح منتخبٱ. ومع ذلك، اعتبر حزب العمال الشيوعى أن الانتخابات كانت «ناجحة».

### إنخفاض
على الرغم من أن النتائج الانتخابية تعتبر مشجعه من قبل قادة حزب العمال الشيوعى، بدأ الحزب في التراجع بسرعه في أواخر عام1982 . شهدت بداية الأعوام 1980 إستنزاف الحركات اليسارية في كيبيك وفي عدة بلدان غربية أخرى. وبالإضافة إلى ذلك، خلال تلك الفتر’ ، تم جلب عدة أحزاب سياسية يمينية إلى سلطات دول أخرى (للولايات المتحدة، المملكة المتحدة، إلخ). واجهت أيضا الحركة الماركسية اللينينية صعوبات في دمج الحركات البديلة مثل الحركات النسائية، البيئيين، جماعات الدفاع عن المثليون جنسيا والمثليات. تواجد عدد قليل من النساء في المناصب العليا للحزب. أدى مزيج هذة العوامل إلى إحباط لعدد كبير من نشطاء الحزب، واقتناعهم بالمغادرة.
من بين العوامل التي أدت إلى أن يختفى حزب العمال الشيوعى، هو رفض الحزب للانضمام إلى فريق «نعم» في إستفتاء 1980 الذي لم يكن تافهاً.
بالإضافة إلى ذلك، وعلى الصعيد الداخلى، واجه حزب العمال الشيوعى صراع بين نشطاء وزعيم الأحزاب، روجر راشد، وكان روجر راشد هو موضوع النقد لطريقة عمله. كما انتقد الأعضاء وضع عمل «الستالينية» للمنظمة. عقد المؤتمر الثانى والأخير في يناير عام 1983 في مونتريال، ومثل بشكل غير رسمى نهاية حزب العمال الشيوعى.

## أيديولوجية

### أفكار توجيهية
على المستوى العقائدى، كانت الجماعة الشيوعية (الماركسية اللينينية) في كندا وحزب العمال الشيوعى يسعيان إلى هدفين: إنشاء حزب شيوعى حقيقى وتنظيم الثورة الاشتراكية في كندا.و استند الفكر على الماركسية اللينينية والماوية. بقت عقيدة حزب العمال الشيوعى كباقى الأحزاب الشيوعية الأخرى من وفاء للثورة البروليتارية في كندا. من خلال عضويته في الحركة الماركسية اللينينية والماوية، اقترب حزب العمال الشيوعى إلى النموذج الإيديولوجى المستمد من ثورة أكتوبر والتي كانت شيوعية في الواقع في ذلك الوقت في الاتحاد السوڤيتى. أٌتهمت الجماعة في الاتحاد السوڤيتى في الأعوام 1970، بالدعوة إلى الانتقال السلمى إلى الاشتراكية بدلاً من ديكتاتورية البروليتاريا.
و رأى الحزب في الصين «ماوتشى تونغ» وفي الاتحاد السوڤيتى «ستالين» للنماذج وأيدّ أيضا الشيوعية الألبانية. واختلف عن الحركة التروتسكية بأكبر مطالبة للنقاء الإيديولوچى. تواجد جزء كبير من أسهم الجماعة الشيوعية (الماركسية اللينينية)في كندا، وبالتالى حزب العمال الشيوعى في مجال التعليم وتنظيم العمل من أجل السماح لهم بتوجيه حركة العمال نحو الثورة.
الطبعة الأولى من صحيفة لافورچ للجماعة الشيوعية تبين جيداً رغبة الجماعة في العمل:
«لا يمكن للحزب أن يكتفى بجمع أفكار الجماهير ومنهجتها. يجب التركيز على قيادة قوية على الحركة العفوية لتصبح حركة واعية، متحدة، على الإستعداد للدخول في النضال الثورى، في الحرب [...]. لابد وأن يُطبق الحزب خط للجماهير ولكن يكون هذا الخط هو الطريقة التي يقود بها الحزب الجماهير»
اختلف حزب العمال الشيوعى ومجموعته في المنافسة من بين الحركة الماركيسة اللينينية المتطرفة في ذلك الوقت، أو لوت ! ، بواسطة نهج أكثر واقعية يركز على تنظيم العمال، بدلاً من التركيز على النظرية. وأوضح عالم الاجتماع " جان فيليب وارين " أن:" ضد أون لوت ! الذي استمر في الإصرار على العمل الأساسى من الوعى وتوعية العمال، تحدثت الجماعة عن قتال مباشر، ووشيك، معززاً تسلل الجماهير أكثر من تعليمهم الاشتراكية.